# Accademia d'Italia
Accademia d'Italia ou Reale Accademia d'Italia foi uma academia italiana de curta duração do período fascista. Foi criada em 7 de janeiro de 1926 por decreto real, mas não foi inaugurada até 28 de outubro de 1929. Foi efetivamente dissolvida em 1943 com a queda de Mussolini, e foi finalmente suprimida em 28 de setembro de 1944. Todas as suas funções e bens, incluindo a Villa Farnesina, foram passados para a Accademia Nazionale dei Lincei. Até 25 de abril de 1945, continuou alguma atividade na Villa Carlotta, no Lago Como, perto de Tremezzo, na Lombardia.
O propósito declarado da academia era “promover e coordenar a atividade intelectual italiana nas ciências, humanidades e artes, preservar a integridade do espírito nacional, de acordo com o gênio e a tradição da raça, e incentivar sua difusão [fora do país]”.